# Colonel en chef
Pour les articles homonymes, voir Colonel (homonymie).
Dans plusieurs armées du Commonwealth, le colonel en chef (Anglais : Colonel-in-Chief) d'un régiment est son mécène souvent royal. Cette position est distincte de celle de colonel du régiment. Le rôle de colonel en chef ne doit pas être non plus confondu avec le titre de colonel honoraire du régiment. Le colonel en chef n'a aucun rôle opérationnel. Cependant, ils sont tenus au courant de toutes les activités importantes du régiment et ils rendent visite occasionnellement aux unités opérationnelles. Leur rôle de chef est de maintenir un lien direct entre le régiment et la famille royale.
Bien qu'il soit traditionnel qu'une personnalité royale occupe la position de colonel en chef, c'est à la discrétion du régiment ou du corps de choisir qui est invité à devenir leur colonel en chef. Par exemple, le duc de Wellington était le colonel en chef du régiment qui portait son nom, le Princess Patricia's Canadian Light Infantry a invité la gouverneure générale Adrienne Clarkson à devenir leur colonel en chef ainsi que le Royal Australian Army Medical Corps (en) qui a décidé de demander au gouverneur général d'Australie de servir en tant que leur colonel en chef. Cependant, ces exceptions ne changent pas la raison d'être du colonel en chef qui est de servir de lien entre le régiment et le monarque puisque les gouverneurs généraux sont les représentants du Souverain dans leur pays respectif.

## Annexe